# 1074. grenadirski polk (Wehrmacht)
1074. grenadirski polk (izvirno nemško 1074. Grenadier-Regiment; kratica 1074. GR) je bil pehotni polk Heera v času druge svetovne vojne.

## Zgodovina
Polk je bil ustanovljen 7. julija 1944 kot sestavni del 541. grenadirske divizije; polk je bil razpuščen decembra istega leta.